# Арагон (река)
Арагон (шп. Río Aragón) је река у северној Шпанији, једна од главних притока Ебро. Дужине је 195 километара и доприноси Ебру у просеку 1300 hm³ годишње. Извире у долини Астун (шп. Valle de Astún) на надморској висини од 2050 m у шпанској покрајини Уеска (аутономна заједница Арагон). По овој реци име је добила данашња аутономна заједница Арагон.

## Хидронимија
Према лингвисти Еделмиру Баскуасу назив потиче од термина Ara-k-onem, изведеног од индоевропског корена er- тећи, кретати се, са хидронимским значењем.
Друга могућа алтернатива је да назив потиче из језика сличног садашњем баскијском на ком „аран” значи долина. Као и на другим језицима, на баскијском се назив реке често поклапа са именом долине. На пример, Аракуил је склоп Ara(n) (долина) и kil (издужено). Река Аракуил конвергира са Аргом. Река Арагон (Aragoi на садашњем баскијском) значи Ara(n) (долина) и goi (висок). Goi и Goyen у старијем облику су веома чести у баскијској топонимији. На овај начин долина и река Арагон се односе на „високу долину”. Други пример је израз Arangoiti (горњи део долине).

## Географија
Арагон извире у долини Астун, граду Хака, покрајини Уеска, на 2050 метара надморске висине. Протеже се од севера ка југу кроз долину Арагон или Канфранк док не стигне до Хаке где се њене воде мењају у правцу исток–запад да би кренуле на запад кроз Бердунски канал и северни крај покрајине Сарагоса до наварских земаља. Највиши врх у басену је Коларада на 2886 метара. На овом подручју снежне падавине су обилне, узрокујући значајне пролећне поплаве. Друго време поплава је јесен са кишама које су достигле 2038 м³/с (22. октобар 1913).
Међу притокама Арагона су реке Канданчу, Канал Роја, Ихуез, Гас, Лубијер, Естарун, Арагон Субордан, Верал, Еска, Регал, Ирати, Онсела, Зидакос и Арга.
Ток реке прекида акумулација Иеса, на улазу у Навару, капацитета 470 hm³. Његове воде се преносе у Сарагосу. Око 700 hm³ годишње се користи за наводњавање у Барденасу и за воду за пиће у Сарагосу, што представља запремину већу од половине годишњег протока који стиже до Иеса. Мерна станица резервоара бележи просечан проток од 1216 hm³/год.
Пренос воде се врши кроз канал Барденас, који има дужину од 139 километара до споја са водама Гаљега у Ардиси. Радови на резервоару су почели 1930. године и званично је отворен 8. априла 1959. Овај резервоар је довео до егзодуса 1450 људи и до поплаве 2400 ha ливада, хотела термалних извора и археолошког наслеђа из римског доба. То је изазвало распад западне области Бердунског канала.
Арагонски басен садржи велику разноврсност биљака због различитих климатских утицаја које прима. На западу, океански утицај допире до врха долина Ансо, Хечо, Арагуес и Аиса до Канданчуа, са буковим и јеловим шумама. На југу, утицај Медитерана продире кроз долину са прнаром (Quercus coccifera) и црником (Quercus ilex). У међувремену доминира субмедитеранска клима са шумама храста жучи (Quercus pyrenaica) и белог бора (Pinus sylvestris).
Улива се у реку Ебро код Милагра (Навара).